# Megalithanlagen von Kilmashogue

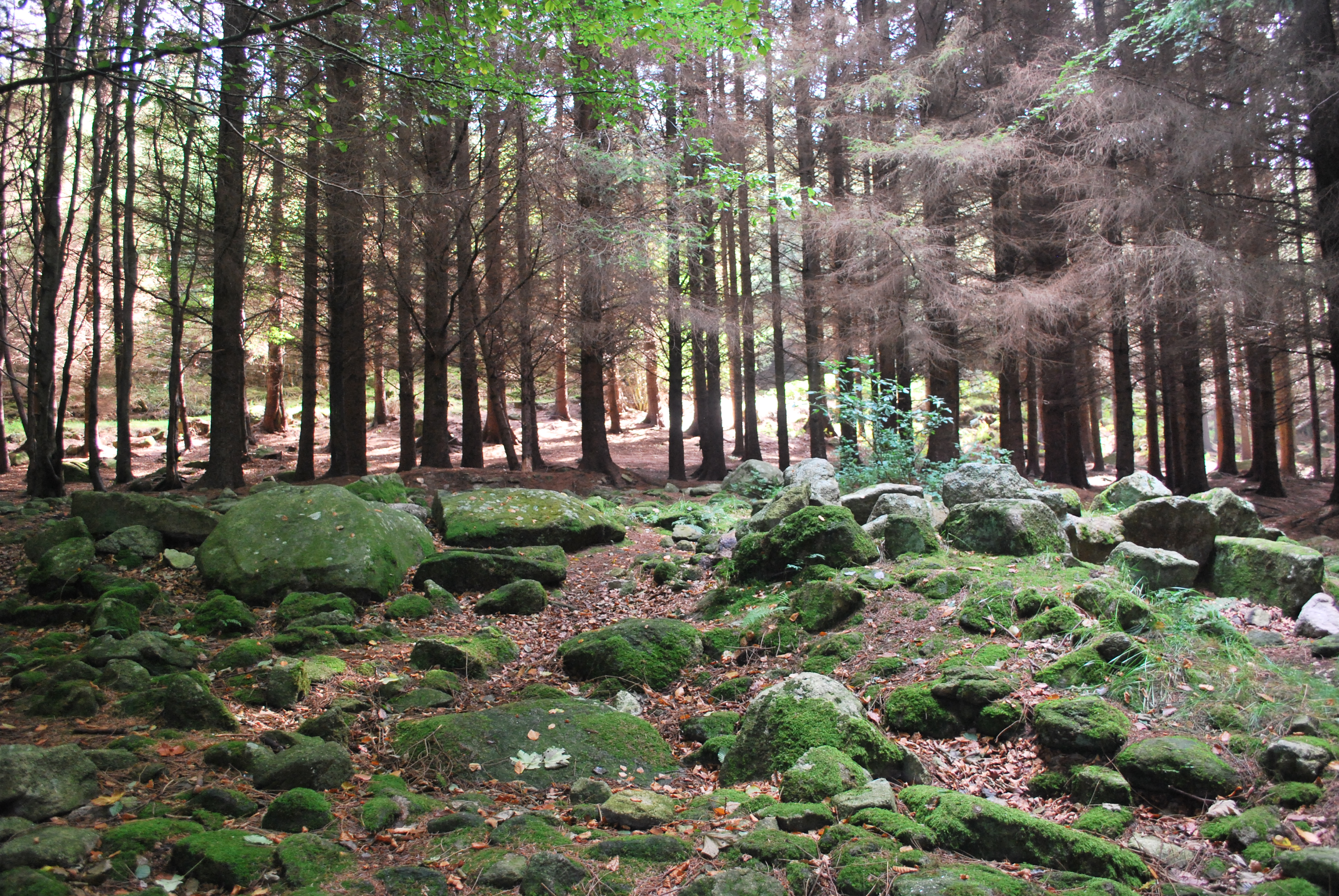
Kilmashogue Wedge Tomb

Die Megalithanlagen von Kilmashogue liegen unweit der R116 (Edmonstown Road) im gleichnamigen Townland Kilmashogue (englisch auch Kilmashoge, irisch Cill Mochióg) am Kilmashogue Mountain (Sliabh Chill Mochióg) im Dubliner Vorort Rathfarnham im County Dún Laoghaire-Rathdown in Irland. Eine Steinkiste und zwei Menhire stehen in der Nähe. 

## Das Wedge Tomb
Das Wedge Tomb von Kilmashogue ist stärker gestört. Wedge Tombs (dt.: „Keilgräber“), früher auch „wedge-shaped gallery grave“ genannt, sind ganglose, mehrheitlich ungegliederte Megalithbauten der späten Jungsteinzeit und der frühen Bronzezeit. Einige der Randsteine sind noch vorhanden. Der ursprünglich die Anlage bedeckende Cairn ist nur noch im Außenbereich und dort flach erhalten. Die Reste eines umgebenden Grabens, der ursprünglich tiefer war und eines Walles sind erkennbar. Die Galerie des um 2000 v. Chr. errichteten Wedge Tomb ist rechteckig (nicht wie für den Typ charakteristisch keilförmig). Eine Vorkammer wird von der Hauptkammer durch einen sehr hohen Einstiegsstein getrennt. 

Kilmashogue
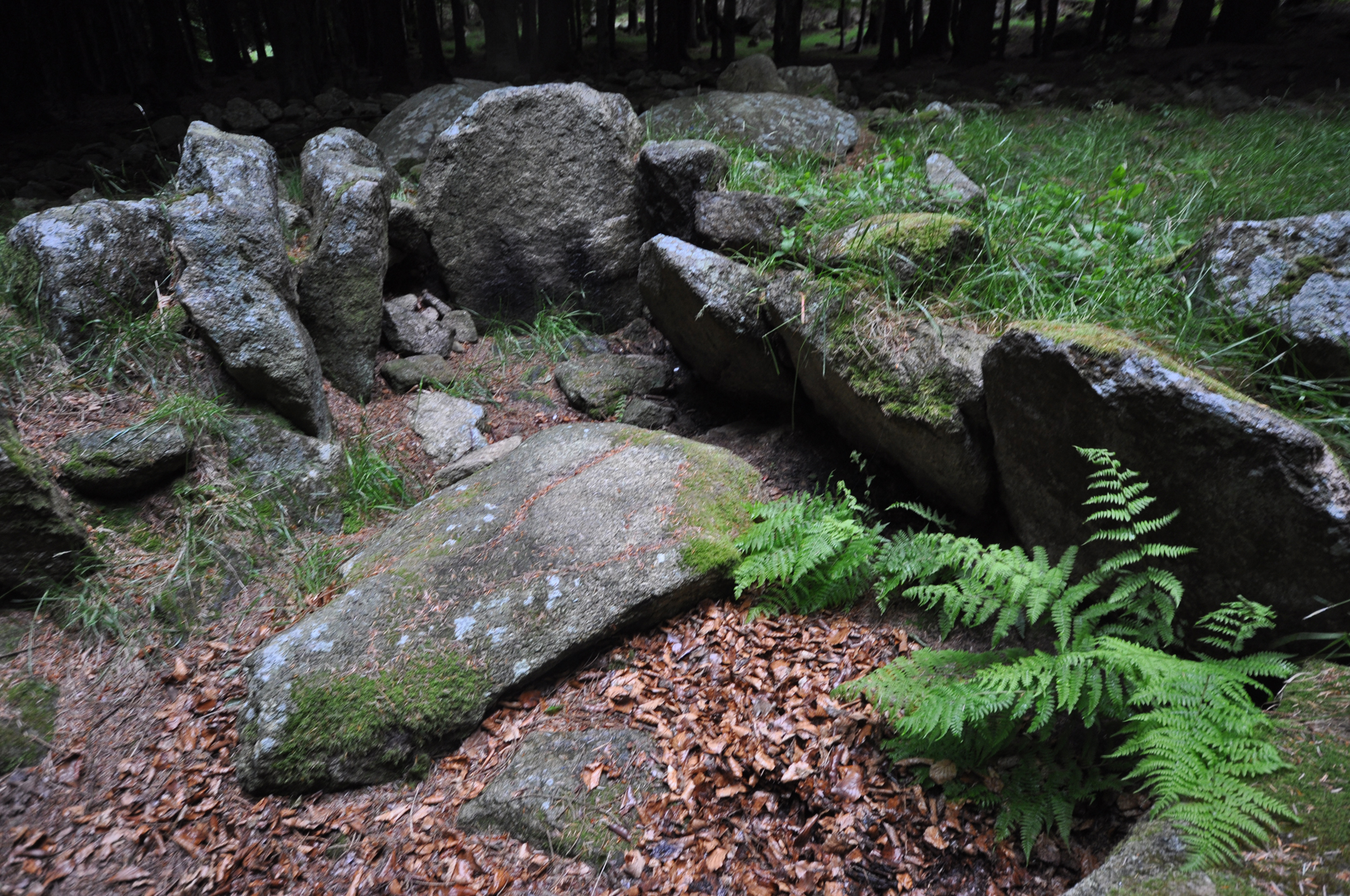
Wedge Tomb von Kilmashogue – die Kammer
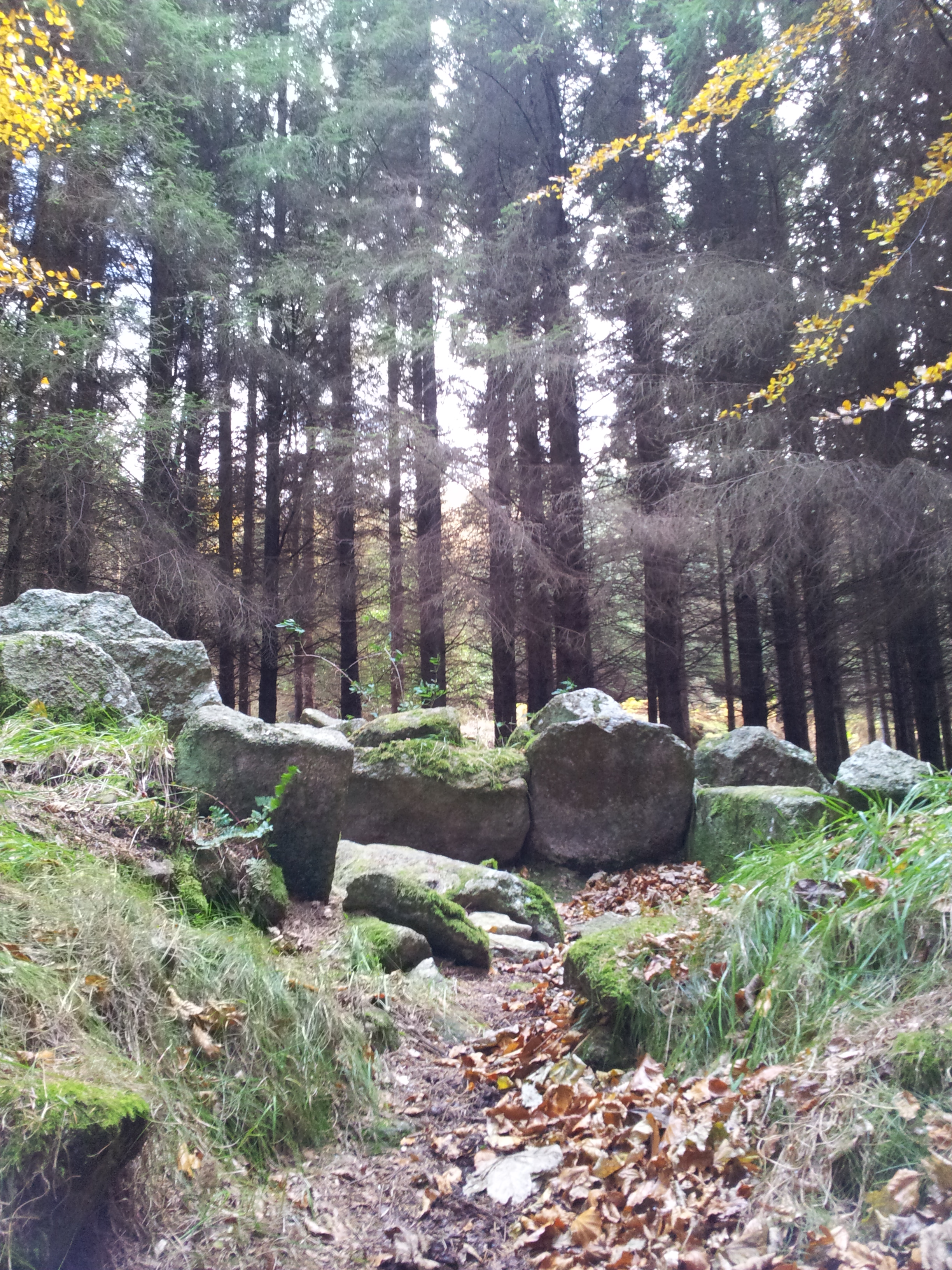
Wedge Tomb von Kilmashogue – die Kammer
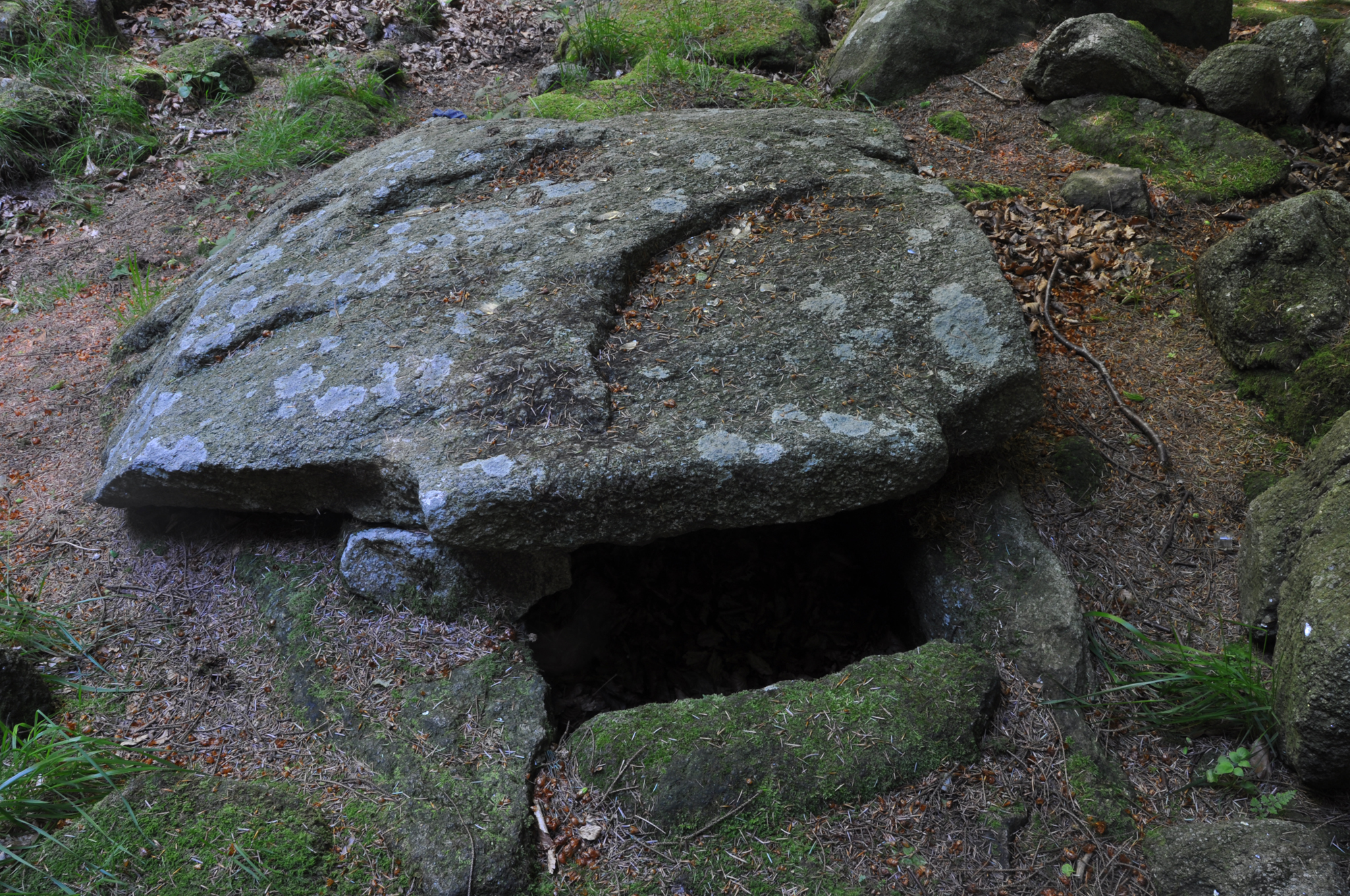
Steinkiste von Kilmashogue
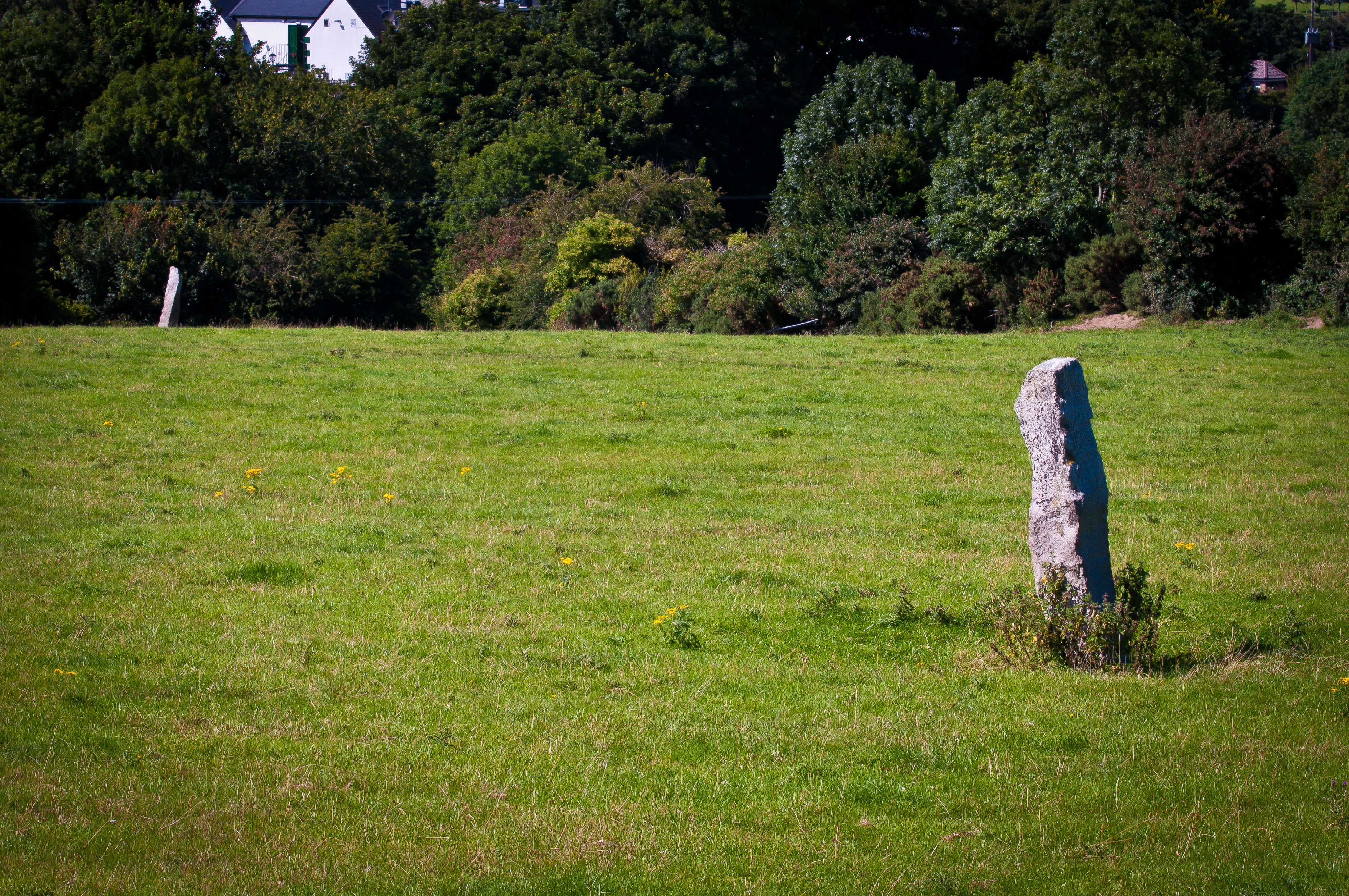
Menhire von Kilmashogue

Einige Steinkisten sind später in den Cairn eingebaut worden. In der Nähe stehen zwei kleine quaderförmige Menhire.

## Das Portal Tomb
Das zusammengebrochene Portal Tomb von Kilmashogue (auch Larch Hill genannt) liegt auf den Ländereien des Scout Council of Ireland und ist auf der OS-Karte als „Dolmen“ gekennzeichnet. 
Einer der etwa 2,5 m hohen Portalsteine und ein seitlicher Stein stehen mit dem Schwellenstein im Eingangsbereich noch in situ. Die übrigen Steine einschließlich des etwa 3,8 m langen, 2,65 m breiten und 0,7 m dicken Decksteins liegen am Boden. Um die Kammer verstreut ist etwas von dem Steinmaterial des Hügels erhalten.
Es gibt andere Megalithen in den Dubliner Bergen, einschließlich des ähnlich stark gestörten Wedge Tomb von Ballyedmonduff.